# Ben Muncaster
Pas d'image ? Cliquez ici

a Compétitions nationales et continentales officielles uniquement.

b Matchs officiels uniquement.
Dernière mise à jour le 28 décembre 2024.
Ben Muncaster, né le 14 octobre 2001 à North Berwick (Écosse), est un joueur international écossais de rugby à XV jouant aux postes de troisième ligne centre ou Troisième ligne aile à Édimbourg Rugby en United Rugby Championship depuis 2021.

## Biographie
Ben Muncaster naît à North Berwick en Écosse. Il passe quatre ans dans le centre de formation des Leicester Tigers, puis rejoint Édimbourg Rugby en 2020.
Il fait ses débuts professionnels en 2021 contre les Zebre durant la première journée de la Pro14 Rainbow Cup.
En 2021-2022, il est élu meilleur jeune joueur de la saison de son club. Il obtient ensuite une sélection avec l'Écosse A (équipe d'Écosse réserve) contre le Chili. La saison d'après il prolonge son contrat de deux ans avec Édimbourg Rugby.
Il réalise un bon début de saison 2024-2025 en marquant cinq essais en six matchs joués. Cela lui permet d'être sélectionné pour la première fois de sa carrière en équipe d'Ecosse par Gregor Townsend en octobre 2024. Il obtient donc sa première sélection un mois plus tard lors d'un test match contre le Portugal. La semaine d'après, il rejoue avec l'Écosse A contre le Chili et s'impose 19 à 17. Alors qu'il n'avait pas été sélectionné avec l'Écosse pour le Tournoi des Six Nations 2025, il est finalement appelé pour préparer la quatrième journée.